# Axwell
Axwell, właściwie Axel Christofer Hedfors (ur. 18 grudnia 1977 w Sztokholmie) – szwedzki DJ i producent muzyczny. Współpracował z takimi artystami jak Steve Angello, Sebastian Ingrosso, Eric Prydz i Bob Sinclar. Jest członkiem grupy Swedish House Mafia, obecnie współtworzy projekt Axwell /\ Ingrosso.

## Dyskografia

### Single
- 1995: "Stars on Earth" (jako Quazar)
- 1995: "When We Rise" (jako Quazar)
- 1995: "Tranquility" (jako OXL)
- 1996: "Output" (jako OXL)
- 1996: "At the Morgue" (jako Quazar)
- 1996: "Hybrid Song (Funky Stars)" (jako Quazar)
- 1997: "Pulze" (jako OXL)
- 1997: "Dubbeldist" (jako Quazar)
- 1997: "Pure Instinct" (jako Quazar)
- 1999: "Funkboy"
- 2000: "Jazz Player"
- 2000: "Pull Over"
- 2001: "Pump" (jako OXL)
- 2001: "No Reason" (oraz Isabel Fructuoso jako Mambana)
- 2002: "Black Pony" (oraz Stonebridge jako Playmarker)
- 2002: "Lead Guitar"
- 2002: "Burning" (oraz Robbie Rivera)
- 2002: "What Would You Do / You Set Me Free" (jako Soulplayaz; oraz DJ R&R)
- 2002: "So Right" (jako Jetlag; oraz Patrick's Imagination)
- 2003: "Heart of Mine" (jako Mahogany People)
- 2003: "Get Naked" (jako Starbeach)
- 2003: "Burning – The Remixes" (oraz Robbie Rivera)
- 2003: "Libre" (oraz Isabel Fructuoso jako Mambana)
- 2003: "High Energy" (gościnnie: Evelyn Thomas)
- 2003: "Wait a Minute" (oraz Nevada Cato)
- 2004: "Felicidad" (oraz Isabel Fructuoso jako Mambana)
- 2004: "Libre 2005 – The Remixes" (oraz Isabel Fructuoso jako Mambana)
- 2004: "Feel the Vibe" (gościnnie: Errol Reid)
- 2005: "Feel the Vibe (Til the Morning Comes)" (gościnnie: Errol Reid, Tara McDonald)
- 2005: "Felicidad 2005 – The Remixes" (oraz Isabel Fructuoso jako Mambana)
- 2005: "I Get Lifted" (jako Soulplayaz)
- 2005: "Together" (oraz Sebastian Ingrosso; gościnnie: Michael Feiner)
- 2005: "Watch the Sunrise" (oraz Steve Edwards)
- 2006: "Tell Me Why" (oraz Steve Angello jako Supermode)
- 2006: "123 / 321" (oraz AxEr)
- 2007: "I Found U" (gościnnie: Max’C)
- 2007: "Get Dumb" (oraz Steve Angello, Sebastian Ingrosso, Laidback Luke)
- 2007: "It's True" (oraz Sebastian Ingrosso; versus Salem Al Fakir)
- 2007: "Submariner"
- 2008: "What a Wonderful World (WWW)" (oraz Bob Sinclar; gościnnie: Ron Carroll)
- 2008: "Open Your Heart" (oraz Dirty South; gościnnie: Rudy)
- 2009: "Leave the World Behind" (oraz Steve Angello, Sebastian Ingrosso, Laidback Luke; gościnnie: Deborah Cox)
- 2010: "One" (oraz Sebastian Ingrosso, Steve Angello jako Swedish House Mafia)
- 2010: "Nothing But Love" (oraz Errol Reid)
- 2011: "Heart is King"
- 2011: "Save The World" (oraz Sebastian Ingrosso, Steve Angello; gościnnie: John Martin jako Swedish House Mafia)
- 2012: "Greyhound" (oraz Sebastian Ingrosso, Steve Angello jako Swedish House Mafia)
- 2012: "Don't You Worry Child" (oraz Sebastian Ingrosso, Steve Angello; gościnnie: John Martin jako Swedish House Mafia)
- 2013: "Centre of the Universe" (gościnnie: Magnus Carlsson)
- 2013: "Roar" (oraz Sebastian Ingrosso)
- 2013: "I Am" (oraz Sick Individuals; gościnnie: Taylr Renee)
- 2014: "We Come, We Rave, We Love" (oraz Sebastian Ingrosso jako Axwell Λ Ingrosso)
- 2014: "Tokyo by Night" (oraz Hook N Sling)
- 2014: "Can't Hold Us Down" (oraz Sebastian Ingrosso jako Axwell Λ Ingrosso)
- 2014: "Something New" (oraz Sebastian Ingrosso jako Axwell Λ Ingrosso)
- 2015: "On My Way" (oraz Sebastian Ingrosso jako Axwell Λ Ingrosso)
- 2015: "Sun is Shining" (oraz Sebastian Ingrosso jako Axwell Λ Ingrosso) – złota płyta w Polsce[1]
- 2015: "This Time" (oraz Sebastian Ingrosso jako Axwell Λ Ingrosso)
- 2016: "Dream Bigger" (oraz Sebastian Ingrosso jako Axwell Λ Ingrosso)
- 2016: "Thinking About You" (oraz Sebastian Ingrosso jako Axwell Λ Ingrosso)
- 2016: "Belong" (oraz Shapov)
- 2016: "Barricade"
- 2017: "More Than You Know" (oraz Sebastian Ingrosso jako Axwell Λ Ingrosso) – diamentowa płyta w Polsce[2]
- 2017: "Dreamer" (oraz Sebastian Ingrosso jako Axwell Λ Ingrosso; gościnnie: Trevor Guthrie)
- 2018: "Dancing Alone" (oraz Sebastian Ingrosso jako Axwell Λ Ingrosso; gościnnie: Romans)
- 2019: "Nobody Else"
- 2019: "Nobody Else" (Remixes)

### Remiksy
- 2000: Domenicer – Dolce Marmellata (Axwell's Mixed Grill) & (Awell's Mixed Down)
- 2000: Elena Valente – Love Is (Axwell Mix)
- 2000: Juni Juliet – Back in My Arms (Axwell Remix)
- 2000: Da Buzz – Let Me Love You (Axwell Step Mix)
- 2000: Tin Pan Alley – My Love Has Got a Gun (Axwell Radio Edit)
- 2000: Antiloop – Only U (Axwell Remix)
- 2000: Stonebridge feat. Dayeene – I Like (Axwell's 2001 Cream Mix)
- 2000: Lutricia McNeal – Sodapop (Axwell Miami Remix) & (Axwell Edit)
- 2001: Tropical Deep – High Priestess (Soulplayaz Remix)
- 2001: Cape – L.O.V.E (Axwell Vocal Slammer) & (Axwell Skaskadask Dub)
- 2001: Sahlene – House (Axwell Club Mix)
- 2001: MixMaster – Latin Session (Axwell & Mankz Mix) & (Axwell Carbon Mix)
- 2001: Murcielago – Los Americanos (Axwell Long Remix)
- 2001: LoveSelective – El Bimbo Latino (Axwell's Vocal Mix) & (Axwell's Filtered Bimbo Dub)
- 2001: MowRee – Luv Is Not to Win (Axwell Remix)
- 2001: Mendez – Blanca! (Axwell Club Mix)
- 2001: OceanSpirit – BourbonStreet (Axwell Slammer Mix)
- 2001: Latin Trinity – Summer Breeze (Axwell Club Mix)
- 2002: Enamor – I Believe (Axwell & Redtop Club Mix) & (Axwell & Redtop Dub Mix)
- 2002: Mendez – Adrenaline (Axwell's Sombrero Mix)
- 2002: Michelle Wilson – Love Connection (Axwell Club Mix) & (Axwell Dub Mix)
- 2002: Playmaker – BlackPony (2003 Stonebridge & Axwell's Exstasy Remix; Horny Remix; Latin Beats Remix)
- 2002: Mendez – No Criminal (Axwell Tanga Mix) & (Axwell Full on Dub)
- 2002: Robbie Rivera – Burning (Axwell's Groove) & (Axwell's Groove a Dub)
- 2002: Deli pres. Demetreus – BetterLove (Axwell Dub)
- 2002: Afro Angel – Join Me Brother (Axwell Vocal Mix) & (Axwell Dub)
- 2002: Soulsearcher – Feelin Love (Axwell Vocal Mix) & (Axwell Dub Mix)
- 2002: Room 5 – Make Luv (Axwell Remix)
- 2003: Clipse feat. Faith Evans – Mah I Don't Love Her (Axwell Remix)
- 2003: The Attic – Destiny (Axwell Remix)
- 2003: Souledz – You Can't Hide Your Love (Axwell Remix)
- 2003: Eric Prydz – Slammin' (Axwell Dub Mix)
- 2004: Usher – Burn (Axwell Full Version) & (Axwell Remode)
- 2004: DJ Flex & Sandy Wilhelm – Love 4 U (Axwell Remix)
- 2005: Rasmus Faber – Get Over Here (Axwell Remix Mode)
- 2005: Average White Band – Let's Go Round Again (Axwell Remix)
- 2005: C-Mos – 2 Million Ways (Axwell Remix)
- 2005: Jerry Ropero & Denis the Menace pres. Sabor feat. Jaqueline – Coração (Axwell Mix)
- 2005: Roger Sanchez feat. GTO – Turn on the Music (Axwell Remix)
- 2005: Hard Fi – Hard to Beat (Axwell Remix)
- 2005: Ernesto vs. Bastian – Dark Side of the Moon (Axwell & Ingrosso Re-Mode RMX)
- 2005: Deep Dish feat. Stevie Nicks – Dreams (Axwell Remix)
- 2005: Pharrell – Angel (Axwell Mix)
- 2006: Bob Sinclar – World, Hold On (Children of the Sky) (Axwell Remix) & (Axwell Vocal Remix)
- 2006: Lorraine – Transatlantic Flight (Axwell Mix)
- 2006: Nelly Furtado – Promiscuous (Axwell Remix)
- 2006: Moby feat. Alison Moyet – Slipping Away (Axwell Vocal Mix) & (Axwell Instrumental Mix)
- 2006: Madonna – Jump (Axwell Remix)
- 2006: Sunfreakz feat. Andrea Britton – Counting Down the Days (Axwell Remix)
- 2007: Bob Sinclar – Feel for You (Axwell Remix Club) & (Axwell Remix Dub)
- 2007: Faithless feat. Cass Fox – Music Matters (Axwell Remix)
- 2007: Dirty South feat. Rudy – Let It Go (Axwell Remix) & (Axwell Instrumental)
- 2008: Hard Fi – I Shall Overcome (Axwell Remix)
- 2008: TV Rock feat. Rudy – Been a Long Time (Axwell Remode) & (Axwell Instrumental)
- 2008: Adele – Hometown Glory (Axwell Radio Edit), (Axwell Club Mix) & (Axwell Remode)
- 2008: Abel Ramos & Miss Melody – Rotterdam City of Love (Axwell Re-Edit)
- 2009: TV Rock feat. Rudy - In the Air (Axwell Edit) & (Axwell Remix)
- 2009: The Temper Trap – Sweet Disposition (Axwell & Dirty South Remix)
- 2009: Adrian Lux – Teenage Crime (Axwell Remix) & (Axwell & Henrik B Remode)
- 2012: Ivan Gough & Feenixpawl feat. Georgi Kay – In My Mind (Axwell Mix)
- 2014: Hook N' Sling feat. Karin Park – Tokyo by Night (Axwell Remix)
- 2014: Mutiny UK & Steve Mac feat. Nate James – Feel the Pressure (Axwell & NEW_ID Remix)
- 2016: Michael Feiner – Mantra (Axwell Cut)
- 2016: Sebastian Ingrosso – Dark River (Axwell Remode)
- 2016: Axwell & Shapov – Belong (Axwell & Years Remode)

## Nagrody
- Beatport Music Awards: Best House Artist 2008
- Beatport Music Awards: Best Remix – Dirty South – Let It Go (Axwell Remix) 2008